# Liste der Biografien/Hant
Liste der Biografien |
Portal Biografien |
Personensuche
# |
A |
B |
C |
D |
E |
F |
G |
H |
I |
J |
K |
L |
M |
N |
O |
P |
Q |
R |
S |
T |
U |
V |
W |
X |
Y |
Z |
?
 
Ha |
Hd |
He |
Hi |
Hj |
Hk |
Hl |
Hm |
Hn |
Ho |
Hr |
Hs |
Ht |
Hu |
Hv |
Hw |
Hy
 
Haa |
Hab |
Hac |
Had |
Hae–Haf |
Hag |
Hah |
Hai |
Haj |
Hak |
Hal |
Ham |
Han |
Hao |
Hap |
Haq |
Har |
Has |
Hat |
Hau |
Hav |
Haw |
Hax |
Hay |
Haz
 
Hana |
Hanb |
Hanc |
Hand |
Hane |
Hanf |
Hang |
Hanh |
Hani |
Hanj |
Hank |
Hanl |
Hanm |
Hann |
Hano |
Hanp |
Hanq |
Hanr |
Hans |
Hant |
Hanu |
Hanv |
Hanw |
Hanx |
Hany |
Hanz
Die Liste der Biografien führt alle Personen auf, die in der deutschsprachigen Wikipedia einen Artikel haben. Dieses ist eine Teilliste mit 71 Einträgen von Personen, deren Namen mit den Buchstaben „Hant“ beginnt.

## Hant
- Hant, Claus Peter, deutscher Drehbuchautor und Erzähler

### Hanta
- Hantaï, Marc (* 1960), französischer Traversflötist und Kammermusiker
- Hantaï, Pierre (* 1964), französischer Cembalist und Dirigent
- Hantaï, Simon (1922–2008), französischer Maler
- Hantak, Dick (* 1938), US-amerikanischer Schiedsrichter im American Football

### Hante
- Hantel, Michael (* 1938), deutscher Physiker und Meteorologe
- Hantel, Stefan (* 1968), deutscher MusikerStefan Hantel (* 1968)

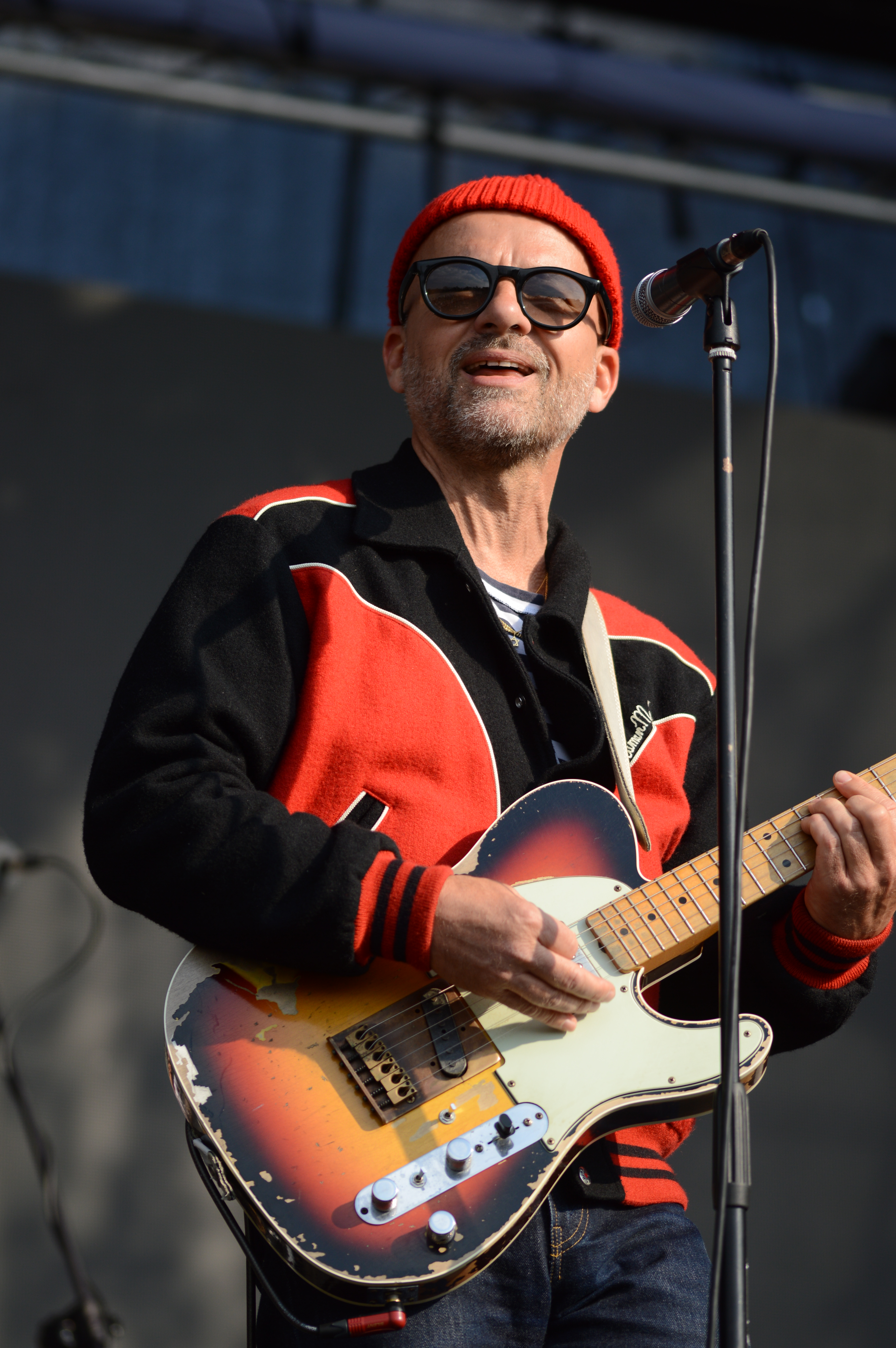
Stefan Hantel (* 1968)

- Hantel-Quitmann, Wolfgang (* 1950), deutscher Psychologe und Hochschullehrer
- Hantelmann, Dorothea von (* 1969), deutsche Kunsthistorikerin, freie Kuratorin
- Hantelmann, Ernst (1806–1890), deutscher Rechtsanwalt und Politiker
- Hantelmann, Georg von (1898–1924), deutscher Offizier der Fliegertruppe im Ersten Weltkrieg
- Hantelmann, Hans (1655–1735), deutscher Orgelbauer
- Hantelmann, Karl (* 1843), deutscher Architekt
- Hantelmann, Rudolf von (1874–1926), deutscher Rittergutsbesitzer und Hofbeamter
- Hantelmann, Werner (1871–1939), deutscher Maler und Bildhauer
- Hantelmann, Wilhelm von (1836–1916), preußischer Generalleutnant
- Hanten-Schmidt, Sasa (* 1971), deutsche Rechtsanwältin, Publizistin und Kunstsachverständige

### Hanth
- Hanthaler, Chrysostomus (1690–1754), zisterziensischer Historiker

### Hanti
- Ḫantili I., hethitischer Großkönig
- Ḫantili II., hethitischer Großkönig

### Hantk
- Hantke, Ari (* 1943), deutscher Architekt und Filmarchitekt
- Hantke, Arthur Menachem (1874–1955), deutsch-israelischer Verbandsfunktionär
- Hantke, Holger (* 1951), deutscher Musiker, Komponist und Musiklehrer
- Hantke, Otto (1907–1986), deutscher SS-Unterscharführer, Kommandant des Arbeitslagers Budzyn und des KZ Poniatowa
- Hantke, René (1925–2024), Schweizer Paläobotaniker und Autor
- Hantken, Maximilian (1821–1893), österreichisch-ungarischer Geologe, Paläontologe

### Hantl
- Hantl, Emil (1902–1984), deutscher Sanitäter, Mitglied der Lagermannschaft des nationalsozialistischen Vernichtungslagers Auschwitz
- Hantl, Verena (* 1989), deutsche Kanutin
- Hantl-Unthan, Ursula (* 1957), deutsche Juristin, Richterin und Präsidentin des Landesarbeitsgerichts

### Hantm
- Hantmann, Tobias (* 1976), deutscher Künstler

### Hanto
- Hantos, Elemér (1881–1942), ungarischer Jurist, Ökonom und Politiker
- Hantos, Theodora (* 1945), ungarische Althistorikerin und Hochschullehrerin

### Hants
- Häntsch, Angelina (* 1984), deutsche Schauspielerin
- Hantsch, Hugo (1895–1972), österreichischer Geistlicher und Historiker
- Häntsch, Stefan (* 1966), deutscher Politiker (CDU), MdA
- Häntsch, Uwe (* 1949), deutscher Grafiker
- Häntsch, Wolfgang (* 1951), deutscher Schauspieler, Hörspiel- und Synchronsprecher
- Hantschar, Kazjaryna (* 1988), belarussische Sprinterin
- Hantschar, Wiktar (* 1958), belarussischer Politiker
- Hantscharenka, Wiktar (* 1977), belarussischer Fußballspieler und -trainer
- Hantscharou, Uladsislau (* 1995), belarussischer Trampolinturner
- Hantscharuk, Dsmitryj (* 1970), belarussischer Kugelstoßer
- Hantsche, Irmgard (* 1936), deutsche Historikerin
- Hantschel, Franz (1844–1940), böhmischer Arzt und Heimatkundler
- Hantschel, Rudolf (1927–2013), deutscher Glasgestalter
- Hantschew, Oleksij (* 1988), ukrainischer Handballspieler
- Hantschick, Otto (1884–1952), deutscher Fußballspieler
- Hantschk, Markus (* 1977), deutscher Tennisspieler
- Hantschke, Ralf (* 1965), deutscher Eishockeyspieler und Sportmanager
- Hantschl, Joseph (1769–1826), böhmischer Mathematiker und Hochschullehrer

### Hantu
- Hantuchová, Daniela (* 1983), slowakische TennisspielerinDaniela Hantuchová (* 1983)

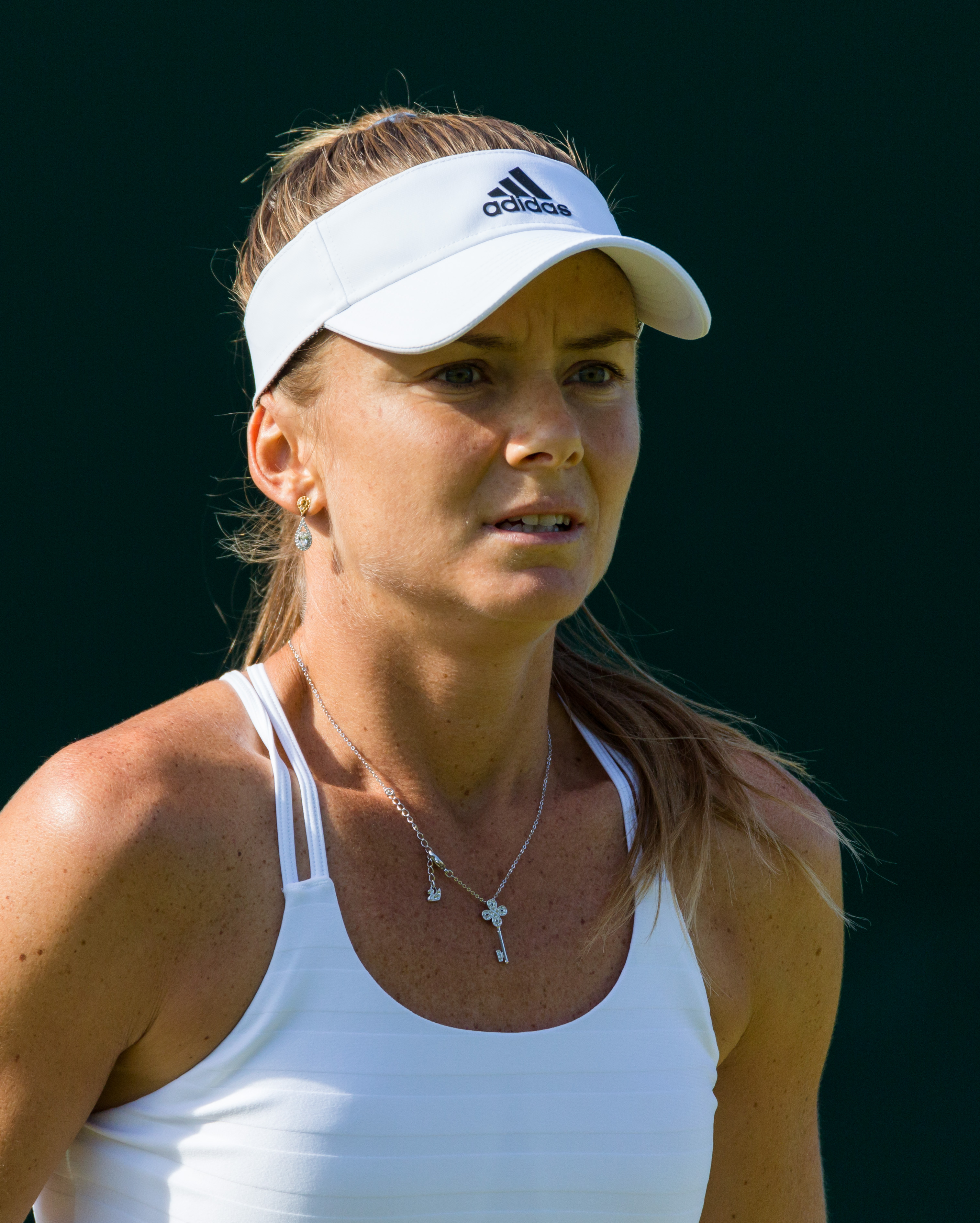
Daniela Hantuchová (* 1983)

### Hantz
- Hantz, Peter (* 1974), ungarischer Biophysiker und Erfinder
- Hantz, Stanisław (1923–2008), polnischer Überlebender der Konzentrationslager Auschwitz I, Auschwitz-Birkenau, Groß-Rosen, Hersbruck und Dachau
- Hantzidis, Minas (* 1966), griechischer Fußballspieler
- Hantzsch, Adolf (1841–1920), sächsischer Lehrer und Heimatforscher
- Hantzsch, Arthur (1857–1935), deutscher Chemiker
- Hantzsch, Bernhard (* 1875), deutscher Lehrer, Ornithologe und Arktisforscher
- Häntzsch, Doreen (* 1982), deutsche Säbelfechterin
- Hantzsch, Johann Gottlieb (1794–1848), deutscher Genremaler
- Hantzsch, Viktor (1868–1910), deutscher Geograph und Historiker
- Hantzsche, Erhard (1929–2021), deutscher Physiker
- Häntzsche, Julius (1824–1901), deutscher Mediziner und Wissenschaftler
- Hantzsche, Roland (* 1941), deutscher Karateka und Kampfsporttrainer
- Häntzschel, Gotthelf Traugott Esaias (1779–1848), deutscher Kaufmann und Politiker, MdL (Königreich Sachsen)
- Häntzschel, Günter (* 1939), deutscher Germanist
- Häntzschel, Hiltrud (* 1939), deutsche Literaturwissenschaftlerin
- Häntzschel, Johann Gottfried (1707–1748), deutscher lutherischer Geistlicher
- Häntzschel, Kurt (1889–1941), deutscher Jurist
- Häntzschel, Ole (* 1979), deutscher Illustrator und Grafikdesigner
- Häntzschel, Walter (1904–1972), deutscher Paläontologe
- Häntzschel, Willy (1906–1993), deutscher Kletterer